# Rare (album, Selena Gomezová)
Rare je třetí studiové album americké zpěvačky Seleny Gomez. Album bylo vydáno 10. ledna 2020. Singl "Lose You to Love Me" byl vydán jako 1. hlavní singl 23. října 2019, následně singl "Look at Her Now" Jako 2. hlavní singl "Rare" byl vydán 10. ledna 2020, pár hodin po vydání samotného alba.

## Témata
Selena v rozhovoru pro Apple Music na téma jejího studiového alba Rare řekla také, že skladby v albu jdou po sobě tak, aby hezky navazovaly.
Selena se také objevila v radio programu On Air with Ryan Seacrest a řekl Seacrestovi, že má „milion nápadů a že to bude lepší a silnější“. Později řekla Jimmymu Fallonovi v The Tonight Show, že album bude mít „nádech silného popu“ a že experimentuje s elektrickou kytarou. Také řekla, že jí trvalo „čtyři roky, než se s tímto albem cítila na dobrém místě“.

## Propagace
Standardní edice alba byla propagována vydáním prvního singlu "Lose You to Love Me" 23. října 2019 a druhého singlu "Look at Her Now" 24. října 2019. Třetí singl, který toto album propaguje je singl "Rare", který vyšel pár hodin po vydání samotného alba 10. ledna 2020.
24. listopadu 2019 vystoupila na American Music Awards 2019 s písničkami "Lose You to Love Me" a "Look at Her Now" a propagovala tím její nové album. Také se objevila v The Tonight Show kde mluvila o tom, že musí udělat pár konečných úprav a album bude hotové.
8. ledna 2020 promluvila pro americký časopis WSJ o novém albu: "Před tímto albem jsem nikdy neměla moc velkou kontrolu nad tím, co dělám a co říkám. Například úryvek ze singlu z roku 2013 "Come & Get It" - Když jsi připravená, tak běž a vem si to. To jsem prostě nebyla já. Toto album jsem tvořila s Julií Michaels a Justinem Tranterem a nikdy předtím jsem neměla také spojení s lidmi jako právě s nimi a takovou kontrolu nad mým hlasem a albem. Oni prostě umí udělat, aby můj hlas zněl perfektně.“
Také Taylor Swift promluvila v tomto časopisu o Seleně a jejím novém albu: “Tohle je poprvé, co jsem jí slyšela zprostředkovávat detaily jejího emotionálního zážitku. Říkala jsem si, Wow, Konečně si dovoluje říct ostatním lidem vědět, že věci nejsou vždy jen v pořádku. Můžete být zranitelní a osamělí a nezávislí a silní, stateční a vystrašení najednou.“

## Recenze kritiků
U společnosti Metacritic Rare získalo průměrné skóré 80 na základě 7 recenzí, což vedlo k "obecně příznivým recenzím".
Jem Aswad přes společnost Variety označil Rare za jedno z nejlepších popových alb, které bylo za poslední dobu vydáno. Označil také Rare jako “sofistikovanou, přesně psanou a odborně produkovanou hudbu, která je šokující a krásně pozitivní“.
Brittany Spanos z Rolling Stone řekla, že album je aktem “božské bezohlednosti a plné tance“.
Rhian Daly, která psala pro NME, nazvala album “krásně sebevědomým návratem jedné z nejvíce podceňovaných hvězd tichým vzdorovitým zápasem za příběhem, který ji obklopuje“.

## Seznam skladeb
Seznam převzatý z Apple Music a Spotify.
1. "Rare"
2. "Dance Again"
3. "Look at Her Now"
4. "Lose You to Love Me"
5. "Ring"
6. "Vulnerable"
7. "People You Know"
8. "Let Me Get Me"
9. "Crowded Room" feat. 6lack
10. "Kinda Crazy"
11. "Fun"
12. "Cut You Off"
13. "A Sweeter Place" feat. Kid Cudi